# Панда дипломатија
Панда дипломатија је пракса слања џиновских панди из Кине у друге земље, што се користи као дипломатско средство. Од 1941. до 1984. кинеска влада је поклањала панде другим земљама. Од 1984. године, они су давани у закуп, а не поклоњени због промене политике НРК.

## Историја

### Пре 1950-их
Иако постоји неколико записа о џиновској панди из античког периода, „Током династије Манџу староседеоци западног Сечуана и источног Тибета слали су кожу ове животиње [беи-шунг, за коју се претпоставља да је панда] као почаст влади Кине., према Дејвиду Крокету Грејуму.‍:25‍:19
Први пример панда диломатије у модерној ери је даривање панде од стране Сунг Меи-линг (Мадаме Чанг) 1941. године. Кина је била под опсадом Јапана, САД су слале помоћ Куоминтангу (националистичкој влади) у Кини, а госпођа Чанг је желела драматичан начин да искаже захвалност. Раније су панде послате у САД, укључујући једну по имену Су Лин коју је Рут Харкнес продала зоолошком врту Брукфилд у Чикагу 1937. године, другу по имену Меи-Меи коју је вратио Харкнесс 1938. и такође продат зоолошком врту у Брукфилду, један по имену Пандора послат у зоолошки врт у Бронксу од стране Дејвида Крокета Грејхама 1938. године, а други по имену Пан послат је у зоолошки врт у Бронксу 1939.‍:92 Поред две живе панде послате у зоолошки врт у Бронксу, Грејем је такође сакупио велики број кожа и скелета који су послати у Смитсонијан.‍:55
У лето 1941, мадам Чанг је ангажовала Дејвида Крокета Грејема да ухвати живу панду. На крају су две ухваћене. Након што су провели неко време у Гремовој кући у Ченгдуу, доведени су у Чонгкинг на званичну примопредају представнику Зоолошког врта у Бронксу. Вилијам Џ. Дан, извештач радија ЦБС, био је у то време у Чонгкингу и био је позванн да води церемонију, која ће се емитовати на оба радија XGOY, "The Voice of China," and CBS Radiл. Да би се осигурало да се програм емитује у ударном термину у САД, потекао је из Чонгкинга у 4 сата ујутро по локалном времену.‍:59–60Анналее Вхитморе, која је тада радила као менаџер за публицитет за United China Relief, интервјуисала је учеснике и написала транскрипт.‍:198–200 Емитовање је почело како је планирано, али су атмосферски услови спречили да пренос стигне до Сједињених Држава.‍:60
Панде су под окриљем ноћи пребачене у Хонг Конг, а одатле на Филипине. Са Филипина су кренули обилазним шестонедељним путем бродом до Сан Франциска. Нажалост, док су били на путу, Перл Харбор је бомбардован;‍:95–97и, када су стигли у Сан Франциско крајем децембра 1941, вести на насловној страни биле су доминантно о рату. Иако су панде привукле пажњу, оне нису биле при врху вести широм САД, као што се очекивало. Медведи су званично примљени у Зоолошки врт у Бронксу 30. децембра 1941. године, а пет месеци касније, након националног садржаја, добили су имена Пан-ди и Пан-да.
Док је Република Кина користила џиновске панде као дипломатска средства још 1941. године, Народна Република Кина је почела да користи панда дипломатију више 1950-их и наставила је са праксом све до данашњих дана. Између 1957. и 1983. године, 24 панде су поклоњене 9 нација као гест пријатељства. Ове нације су укључивале Совјетски Савез, Демократску Народну Републику Кореју, Сједињене Америчке Државе и Уједињено Краљевство.
Када је председник Никсон посетио Кину 1972. године, Мао Цедонг је обећао да ће послати две панде у амерички зоолошки врт. У замену, Никсон је Кинезима поклонио два мошусна човеча. Заједнички поклони су илустровали растући дипломатски однос између Кине и Сједињених Америчких Држава у то време. Упркос дугој историји дипломатије панда, долазак панди 1972. године означио је први пут да је панда у Сједињеним Државама после више од двадесет година.
По доласку панди у априлу 1972, прва дама Пат Никсон их је поклонила Националном зоолошком врту у Вашингтону, где их је дочекала на званичној церемонији. Преко 20.000 људи посетило је панде првог дана када су биле приказане, а процењује се да је 1,1 милион посетилаца је дошло да их види прве године када су били у Сједињеним Америчким Државама. Панде су биле веома популарне, а поклон Кине је виђен као огроман дипломатски успех, доказ кинеске жеље да успостави званичне односе са САД. Био је толико успешан да је британски премијер Едвард Хит затражио панде за Уједињено Краљевство током посете у Кину 1974. Панде Цхиа-Цхиа и Цхинг-Цхинг стигле су у Лондонски зоолошки врт неколико недеља касније. Панде поклоњене Великој Британији касније ће бити инспирација за лого Светског фонда за дивље животиње.

### Политика закупа после 1984. године
Године 1984, кинески лидер Денг Сјаопинг је модификовао политику, тако да су наредне панде биле изнајмљиване, уместо раније праксе поклањања, почевши од тога што је Кина донела две панде Лос Анђелес током Олимпијских игара 1984. за 50.000 долара месечно по панди. Ова пракса је поново измењена 1991. године од када се практккује дугорочни закуп. Кина је почела да нуди панде другим нацијама само на десетогодишњи закуп. Стандардни услови закупа укључују накнаду до 1 милион америчких долара годишње и одредбу да сви младунци рођени током периода закупа буду власништво Народне Републике Кине. Од 1998. године, због тужбе Свјетског фонда за дивље животиње, америчка служба за рибу и дивље животиње дозвољава америчком зоолошком врту да увезе панду само ако зоолошки врт може осигурати да Кина усмјери више од половине своје накнаде за зајам у напоре за очување дивљих панди и њихових станиште. Поклањање две панде Хонг Конгу 2007. је наизглед био изузетак од овог модела закупа, али се може посматрати као ван спектра дипломатије панда.
Након земљотреса у Сечуану 2008. који је озбиљно оштетио многе објекте, 60 панди је било потребно ново становање. Већина је дата нацијама које су имале повољне трговинске споразуме са Кином, или онима које су снабдевале Кину неопходним ресурсима, као што је уранијум из Аустралије.

### Тајван
У оквиру преговора између тадашње опозиционог лидера са Тајвана Лиена и КПК, две панде (касније назване Туан Туан и Иуан Иуан, што на кинеском значи „поново окупљање“) понуђене су као поклон народу Тајвана. Док је идеја била популарна у тајванској јавности, томе се противила влада Тајвана, коју је тада водила Демократска прогресивна партија (ДПП), која се залаже за независност Тајвана и одлучно се противи уједињењу са Народном Републиком Кином. Поклон панди је виђен као покушај КПК да увуче владу РОЦ у свој „јединствени фронт“. Док је неколико зоолошких вртова на Тајвану дало понуде да угосте панде, влада РОЦ-а је уложила приговоре, наводно на основу тога да панде нису прилагођене тајванској клими и да Тајван није имао стручност да успешно узгаја панде. Било је, међутим, широко схваћено да су то били изговори засновани на политичким разлозима владе предвођене ДПП-ом да задржи дистанцу у односу на владу НР Кине.
Друго техничко питање је спор око применљивости Конвенције о међународној трговини угроженим врстама (CITES). 11. марта 2006. ROC је формално одбила понуду, а председник Чен Шуи-бијан је у свом недељном билтену објаснио: „А-биан (Ченов надимак) искрено позива кинеске лидере да оставе џиновске панде у њиховом природном станишту, јер панде одгајани у кавезима или поклоњени неће бити срећни“.
Након промене власти на Тајвану, у јулу 2008, влада на челу са Куоминтангом изјавила је да ће прихватити поклон две четворогодишње џиновске панде. У децембру 2008, влада је одобрила увоз панди под условима „врсте традиционалне биљне медицине“. Туан Туан и Јуан Јуан стигли су у Тајпејски зоолошки врт касније у истом месецу. У одговору на трансфер, Секретаријат CITES-а је навео да је пренос две панде био питање „унутрашње или домаће трговине“, те да није потребно да се о томе извештава CITES. ROC је брз демантовалу изјаву CITES-а и инсистирала на томе да се поштују протоколи о преносу из земље у земљу. ROC је такође приметила да такве процедуре не би биле потребне да је у питању интерни/домаћи трансфер. ROC је даље приметио да Тајван није потписник CITES-а и стога није у обавези да извештава Секретаријат CITES-а о прихватању две панде.

### САД
Током 1970-их, Никсонова администрација је настојала да побољша односе између САД и Кине. Убрзо након Никсонове посете Кини 1972. године, Пекинг је послао две панде, по имену Линг-Линг и Хсинг-Хсинг. Женка је умрла 1992. од срчане болести, а мушкарац је еутаназиран 1999. након што је развио завршну фазу болести бубрега. Кина је касније издала панде у закуп САД; међутим, већина ових уговора о закупу је истекла или ће ускоро истећи, а Национални зоолошки врт враћа три џиновске панде у Кину у новембру 2023.
Крајем 2010-их и почетком 2020-их, са заоштравањем односа Кине и Сједињених Држава, Кина је почела да одбија да обнови закуп панди за америчке зоолошке вртове. Панде у зоолошком врту из Сан Дијега вратиле су се у Кину 2019. године, а затим панде у зоолошком врту у Мемфису и Националном зоолошком врту у Вашингтону 2023. Панде из Зоолошког врта Атланте, последње џиновске панде преостале у Сједињеним Америчким Државама, требало би да се врате у Кину крајем 2024. године. Шаблон:Update inline spanНаучници, укључујући политичког економисту Универзитета Џонс Хопкинс Хо-фунг Хунга, довели су у питање да ли је погоршање америчко-кинеских односа почевши од касних 2010-их довело до краја панда дипломатије између две земље.
У чланку The Washington Post из 2023., Лони Г. Банч III и Елен Стофан, секретар и подсекретар Смитсонијан института, назвали су повратак панди из Националног зоолошког врта „лекцијом из културне дипломатије“. Они су написали: „Панде су витални извор културне дипломатије — користећи уметност, науку и историју да помогну нацијама да пронађу заједнички језик са надом да ће изградити наше заједничко човечанство како бисмо створили мирнији свет. Панде су биле мост између америчких народ и кинески народ“. Закључили су: „Ако можемо да сачувамо ову култну врсту, онда сигурно можемо да радимо заједно на решавању неких од наших највећих изазова, укључујући климатске промене и очување екосистема широм света.

### Други народи
Друге земље препознају значај панди као дипломатских симбола, симбола стања односа са Кином. Током посете тадашњег кинеског лидера Ху Ђинтаоа Јапану у мају 2008, Кина је најавила закуп две панде Јапану. Јапански лидер је том приликком рекао: „Џиновске панде су веома популарне међу Јапанцима и симбол су пријатељских веза између Јапана и Кине“. Поступање према пандама је такође повезано са релевантном спољном политиком. На пример, 1964. године британске дипломате су се бринуле да би трансфер панде из лондонског зоолошког врта у Москву погоршао кинеско-совјетске односе. У јануару 2006, заменик америчког државног секретара Роберт Зоелик је фотографисан како грли петомесечно младунче панде током његове посете Сечуану. Слику су навелико преносили кинески медији и наводно је протумачена као знак да Зелик подржава боље односе између Кине и Сједињених Држава.
Кина је 16. априла 2014. планирала да пошаље пар панди по имену Фу Ва и Фенг Ји у Малезију да обележе своје 40-годишње дипломатске везе, али је слање одложено након трагедије МХ370. Две панде су касније стигле на Међународни аеродром Куала Лумпур 21. маја 2014. и смештене су у Национални зоолошки врт Малезије. Финска је 2018. пристала да брине о две џиновске панде након што су прихватили политику једне Кине. Две панде су стигле у Џакарту 2017. године да би биле смештене у Таман Сафари у Богору у оквиру прославе 60. годишњице односа Кине и Индонезије.
Последњи закуп панди био је 5. јуна 2019, када је генерални секретар Комунистичке партије Кине (КПК) Си Ђинпинг изнајмио две џиновске панде руском московском зоолошком врту у званичну државну посету као „знак поштовања и поверења“. Међу пандама су двогодишњи мужјак Ру Ји и једногодишња женка Динг Динг.
У децембру 2023. једине џиновске панде у Великој Британији враћене су у Кину.

## Практичност
Чување панди је веома скупо. Поред трошкова ренте која се плаћа Кини, набавка довољно бамбуса је веома скупа. Панда обично једе само свеж бамбус, и једу до 40 kg (88 lb) сваког дана. Објављено је 2011. да је зоолошки врт у Единбургу трошио 107.000 долара годишње да нахрани две панде. То је довело до тога да зоолошки врт тражи донације за бамбус, као и да локални баштовани почну да узгајају бамбус. Током пандемије ковида 19 набавка бамбуса је износила додатне трошкове. Због потешкоћа у обезбеђивању доследних и адекватних снабдевања свежим бамбусом, зоолошки врт у Калгарију одлучио је да врати свој пар панди пре рока, како би се придружио свом потомству назад у Кини. Зоолошки врт у Копенхагену отворио је ограђени простор за панде 2019. за две панде на закупу из Кине на 15 година по цени од 1 долара милиона годишње. Само кућиште кошта 24 долара милиона, иако је било приватно финансирано.
Кина је 2003. послала Тајланду пар панди. Чуанг Чуанг је 2007. стављен на дијету због гојазности и умро је у септембру 2019. од последица срчане инсуфицијенције. Јавност је за овај инцидент почела да окривљује кинеску дипломатију панда, а многи су тврдили да је слање животиња у иностранство и ван њиховог ендемског станишта штетно за њихово здравље, додатно погоршавајући пад популације.